# Ankh (banda)
Ankh é uma banda da Polônia de rock progressivo formada em 1991.
O som da banda possui elementos de folk eslavo, temas clássicos na linha do Emerson, Lake & Palmer, influência de King Crimson nas guitarras e teclados espaciais.
A banda já esteve no Brasil para se apresentar no Rio ArtRock Festival. Foi lançado um álbum com o registro dessa apresentação chamado “Cachaça”.

## Integrantes

### Atuais
- Piotr Krzemiński: Guitarra elétrica, vocalista
- Krzysztof Szmidt: Baixo elétrico
- Michał Pastuszka: Teclados, guitarra elétrica
- Jasiek Próściński: Bateria, Instrumento de percussão
- Ernest Gaweł: Teclados

### Ex-integrantes
- Andrzej Rajski: Bateria, Instrumento de percussão
- Łukasz Lisowski: Viola
- Michał Jelonek: Violino
- Adam Rain: Bateria, Instrumento de percussão
- Jacek Gabryszek: Bateria, Instrumento de percussão

## Discografia
- Ankh (1993)
  - MC Agencja Artystyczna MTJ, 03008 (1993)
  - CD Mega Czad, CD 002 (1994)
  - CD Agencja Artystyczna MTJ, 13002 (2001)
  - CD Metal Mind Productions, MMPCD 0212 (2003)
- Koncert akustyczny 1994 (1994)
  - MC Agencja Artystyczna MTJ, 03013 (1994)
  - CD Metal Mind Productions, MMP CD 0307 (2004)
- Ziemia i Słońce (1995)
  - MC Agencja Artystyczna MTJ, 00041 (1995)
  - CD Rock Symphony, RSLN 043 (2000)
  - CD Metal Mind Productions, MMP CD 0213 (2003)
  - CD Agencja Artystyczna MTJ, 10028 (2003)
- ... będzie tajemnicą (1998)
  - CD Folk, CD 015 (1998)
  - CD Rock Symphony, RSLN 026 (2000)
  - CD Metal Mind Productions, MMP CD 0214 (2003)
- Expect Unexpected (2003)
  - CD Metal Mind Records, MMP CD 0203 (2003)
  - CD Metal Mind Records, MMP DG 0203 (2003)
  - CD Rock Symphony, RSLN 090 (2003)
- Live In Opera '95 (2004)
  - CD Metal Mind Productions, MMP CD 0308 (2004)
- Cachaça: Live At Rio ArtRock Festival 99 (2006)
  - CD Rock Symphony, RSLN 17 (2006)
  - CD Musea (2006)